# Radha Mitchell
Radha Mitchell, född 12 november 1973 i Melbourne, Victoria, Australien, är en australisk skådespelerska.
Radha Mitchells karriär började som Cassandra Rushmore i den australiska såpoperan Grannar 1994. Något år senare, 1996–97, spelade hon Catherine O’Brien i samma såpa. 1998 landade Mitchell på sin första filmroll i filmen High Art.

## Filmografi
- 1994 Grannar
- 1996–1997 Grannar
- 1998 Cleopatra’s Second Husband
- 1998 High Art
- 2000 Everything Put Together
- 2000 Pitch Black
- 2001 Nobody's Baby
- 2001 Ten Tiny Love Stories
- 2002 Phone Booth
- 2003 Visitors
- 2004 Man on Fire
- 2004 Finding Neverland
- 2004 Melinda och Melinda
- 2005 Mozart and the Whale
- 2006 Pu-239
- 2006 Silent Hill
- 2007 Territory
- 2007 Feast of Love
- 2008 Henry Poole Is Here
- 2008 The Children of Huang Shi
- 2009 Thick as Thieves
- 2009 The Waiting City
- 2009 Surrogates
- 2010 The Crazies
- 2012 Big Sur
- 2012 Silent Hill: Revelation 3D
- 2013 Red Widow (tv-serie)
- 2013 Olympus Has Fallen
- 2013 The Frozen Ground
- 2014 Bird People
- 2015 London Has Fallen
- 2015 6 Miranda Drive
- 2022 – Troppo (TV-serie)

## Övrigt
- Radha Mitchell är vegetarian och utövar yoga.
- Woody Allen ringde upp henne personligen eftersom han ville ha med henne i filmen Melinda och Melinda. Hon trodde att det var ett skämt tills hon fick manuset hemskickat.